# Черчбриџ (Саскачеван)
Черчбриџ (енгл. Churchbridge) је урбано насеље са административним статусом варошице у југоисточном делу канадске провинције Саскачеван. Насеље се налази на раскрсници провинцијског аутопута 16 и магистралног друма 80, на око 54 км југоисточно од града Јорктона и на око 30 км западно од административне границе према провинцији Манитоба.

## Историја
Подручје овог дела Саскачевана почело је да се насељава током 80-их година 19. века углавном становницима исландског и немачког порекла, док су само насеље Черчбриџ основали енглески мигранти уз велику помоћ Англиканске цркве. Насеље се развијало као мали аграрни центар и 1903. је административно уређено као село. Крајем 50-их година 20. века јужно од насеља откривена су значајнија лежишта поташе. Отварање рудника значило је и нова радна места тако да је број становника са 257 колико је било 1957. порастао на готово 600 1964. године када је насеље административно унапређено у ранг варошице. 

## Демографија
Према резултатима пописа становништва из 2011. у варошици су живела 743 становника у укупно 374 домаћинства, што је за 5,5% више у односу на 704 житеља колико је регистровано  приликом пописа 2006. године.
| 2006. | 2011. |
| ----- | ----- |
| 704   | 743   |